# Đồ Hải
Đồ Hải (tiếng Mãn: ᡨᡠᡥᠠᡳ, Möllendorff: tuhai, chữ Hán: 图海, ? – 1682), tự Lân Châu (麟洲), là một tướng lĩnh, đại thần nhà Thanh dưới thời Khang Hi.

## Cuộc đời
Đồ Hải quê quán Hắc Long Giang, xuất thân từ Mã Giai thị (马佳氏), thuộc Mãn Châu Chính Hoàng kỳ, thế cư Tuy Phân phủ (nay thuộc thành phố Ninh An, tỉnh Hắc Long Giang). Năm Thuận Trị thứ 2 (1645), ông từ Bút thiếp thức (笔帖式) trở thành thị độc của Quốc sử viện (国史院). Năm thứ 8 (1651), ông làm Nội bí Thư viện Học sĩ (内秘书院学士), sau chuyển làm Hoằng Văn điện Đại Học sĩ, trở thành Nghị chính đại thần. Năm thứ 12 (1655), ông được gia phong làm Thái tử Thái bảo, thay quyền Hình bộ Thượng thư. Sau vì sự kiện khoa trường Đinh Dậu mà bị cách chức. Sau khi Khang Hi Đế kế vị, ông bắt đầu được trọng dụng trở lại, nhậm chức Đô thống Mãn Châu Chính Hoàng kỳ. Năm Khang Hi thứ 2 (1663), có công trấn áp thế lực "phản Thanh phục Minh" của Lý Lai Hanh và Hắc Diêu Kỳ (郝摇旗), ông được tấn Nhất đẳng Khinh xa Đô úy.
Năm thứ 6 (1667), ông lại làm Hoằng Văn điện Đại Học sĩ, trở thành một trong những người biên soạn "Thế Tổ thực lục". Năm thứ 9 (1670), chuyển làm Trung Hòa điện Đại học sĩ (中和殿大学士) kiêm Lễ bộ Thượng thư. Sau khi xảy ra Loạn Tam Phiên, ông thay quyền quản lý Hộ bộ, chuẩn bị vận chuyển lương thực. Năm thứ 14 (1675), ông thụ phong Phó Tướng quân (副将军), theo Tín Quận vương Phủ Viễn Đại tướng quân Ngạc Trát đánh dẹp Bố Nhĩ Ni, bình định Sát Cáp Nhĩ. Sau khi khải hoàn về triều, ông được tấn phong Nhất đẳng Nam. Năm thứ 15 (1676), ông được phong làm Phủ Viễn Đại tướng quân (抚远大将军), bình loạn Vương Phụ Thần ở Thiểm Tây, được tấn Tam đẳng Công. Năm thứ 20 (1681), ông qua đời, không rõ bao nhiêu tuổi, được truy thuỵ "Văn Tương" (文襄), tức Tam đẳng Văn Tương công, tặng Thiếu bảo kiêm Thái tử Thái bảo. Những năm đầu Ung Chính, ông được truy phong Nhất đẳng Trung Đạt công (忠达公), phối hưởng Thái miếu.

## Hậu duệ
- Con trai: Nặc Mẫn (诺敏), từng làm Thượng thư Hình bộ và Lễ bộ
- Cháu nội: Mã Nhĩ Tái (马尔赛), từng làm Vũ Anh điện Đại học sĩ kiêm Lại bộ Thượng thư thời Ung Chính, sau lại vì làm hỏng quân cơ mà bị xử tử trước mặt toàn quân.
- Hậu duệ gần đây: Mã Tử Nguyên (马子元), tiền Chủ tịch Ngân hàng Cáp Nhĩ Tân
  - Con trai: Mã Hi Trình (马熙程), tiến sĩ, âm nhạc gia nổi tiếng
  - Cháu nội gái: Mã Duy Quân (马维君), tiểu thư đài cát nổi tiếng nhất Trung Quốc vào những năm 1961.